# Датская экспедиция русского флота
Датская экспедиция Российского императорского флота — мирная демонстрация силы, произведённая эскадрой Балтийского флота Российской империи под командованием вице-адмирала Ивана Петровича Епанчина в ходе Первой Шлезвигской войны. Война велась за историческую область Шлезвиг-Гольштейн между Данией с одной стороны и Пруссией и её союзниками с другой. Целью демонстрации было продемонстрировать готовность России прийти на помощь Дании. 

## Предыстория[1][2]

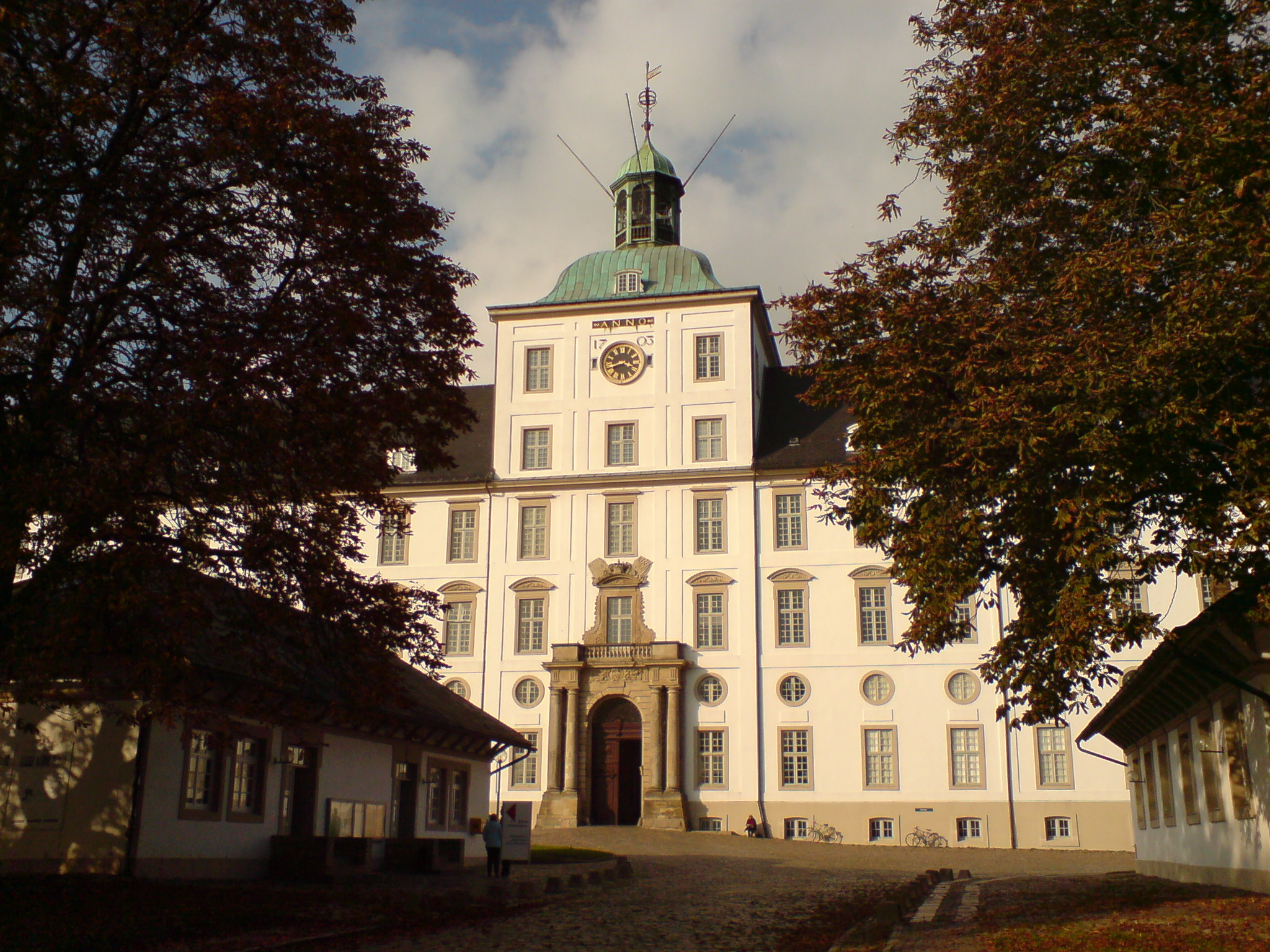
Замок Готторп в городе Шлезвиг, родовая резиденция правителей Гольштейна, по которому правившая Российской империей в 1761—1762 и 1796—1917 годах династия именовалась Гольштейн-Готторп-Романовыми.

Гольштейн (в русских источниках известный, как Голштиния) долгое время был де-факто независимым государством в составе Священной Римской империи Германской нации (Первого рейха). Будучи самой северной частью империи, Гольштейн примыкал напрямую к Дании, занимая южную часть Ютландского (Датского) полуострова, тогда как собственно Дания располагалась в северной части. Соседнее владение — Шлезвиг частично оказалось в составе Дании ещё в XVI веке (а частично — значительно позже), однако правители Гольштейна даже спустя двести лет продолжали считать некоторую часть Шлезвига своей.
Предпоследний суверен Гольштейна, герцог Карл Петер Ульрих из династии Ольденбургов взошёл на престол России, как Петра III (Елизавете Петровне, своей предшественнице, он приходился племянником — сыном сестры). Пётр III был яростным голштинским патриотам и даже планировал отправить русские войска и флот воевать с Данией, чтобы вернуть Голштинии спорные территории.
Однако, Пётр III правил Россией всего около ста дней, после чего был свергнут и убит. После убийства Петра III, российский престол перешёл к его вдове — Екатерине II, но его полномочия суверенного герцога Голштинского перешли к сыну, цесаревичу Павлу Петровичу.
В 1767 году императрица Екатерина II заключила с Данией договор о союзе. В 1773 году Павлом, по настоянию Екатерины, был подписан так называемый Царскосельский трактат, который полностью урегулировал «готторпский вопрос». Согласно Царскосельскому трактату, Павел отказывался в пользу Дании от Готторпского герцогства в обмен на графства Ольденбург и Дельменхорст в Северной Германии, которые через четыре года были отданы родному дяде Екатерины  Фридриху Августу (его потомки правили Ольденбургом вплоть до 1918 года, с 1871 года — в составе Объединённой Германи. В результате весь Шлезвиг-Гольштейн вошёл в состав Дании.
В середине XIX века в преимущественно немецкоязычном Шлезвиг-Гольштейне возникли сильные прогерманские настроения, которые поддерживались Пруссией и союзными ей германскими государствами. Голштинские немцы сформировали собственные повстанческие силы, которые Пруссия охотно вооружила. В 1848 году началась Первая Шлезвигская война, которая из-за неравенства сил была для Дании чрезвычайно трудной. У великих держав в какой-то возникли опасения, что Дания полностью утратит суверенитет.
В этих условиях император Николай I принял решение отправить эскадру Балтийского флота к берегам Дании, чтобы продемонстрировать свою поддержку этой страны и тем самым предостеречь Пруссию от крайностей, намекнув на возможность прямого конфликта с Россией.

## Описание экспедиции[3]

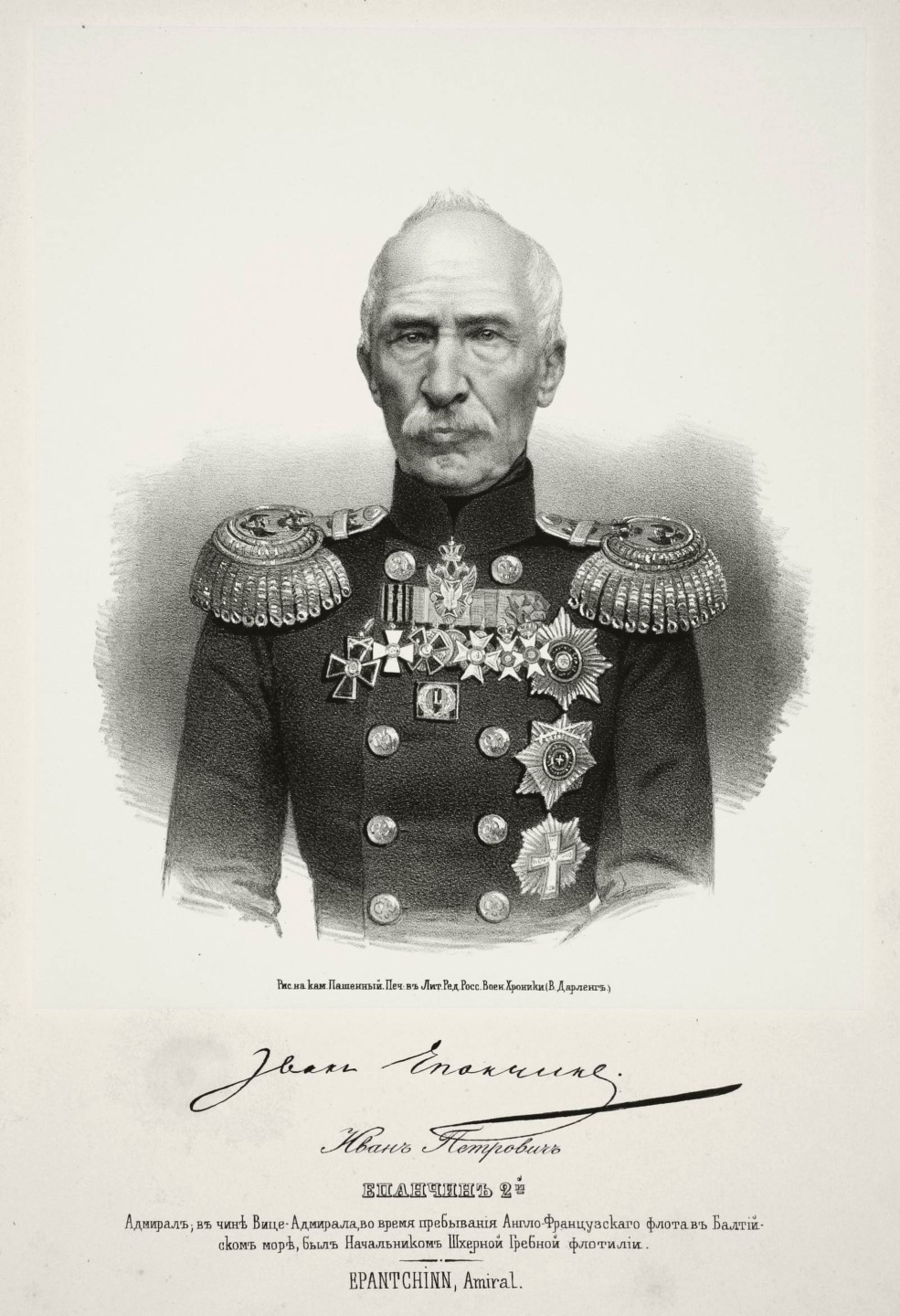
Адмирал Иван Петрович Епанчин, ок. 1860. Нижняя из трёх орденских звёзд справа на портрете относится к датском ордену Данеброг.

2 июня 1850 года командующему 3-й дивизией Балтийского флота, контр-адмиралу Захару Захаровичу Балку было послано предписание немедленно отправиться в крейсирование между островами Мён и Рюген.  Несколько позже контр-адмирал Балк через русского посла в Дании получил инструкцию, в которой точнее определялась цель плавания: «Способствовать перевозке датских войск в случае возобновления военных действий против голштинцев, без всякого, однако, со стороны нашего флота вступления с неприятелем в бой, разве бы того потребовала крайняя необходимость».
В инструкции, данной Николаем I, Дания называлась «нашим союзником,» а Голштиния, Пруссия и другие государства Германского союза — «неприятелем». Когда Балк получил это предписание, между Данией и Пруссией было уже заключено перемирие. Тем не менее, 28 июня в Санкт-Петербурге было принято решение усилить дивизию Балка 2-й дивизией вице-адмирала Епанчина, который, как старший по званию принял командование. Инструкция, первоначально данная Балку, была подтверждена и Епанчину, который, кроме того, извещался о заключении мира между Данией и Пруссией. Но миру этому, видимо, не верили в Петербурге, так как в дополнительной инструкции Епанчину от 5 июля 1850 года князь А. С. Меншиков писал: «После заключения мира между Данией и Пруссией нельзя, конечно, ожидать, чтобы у нас были столкновения с пруссаками. Однако, во всяком случае предписывается вам не иначе вступать в бой, как после первого выстрела со стороны неприятеля, и тогда отвечать (огнём) уже без различия, кто бы ни были (неприятели)».
Епанчин отплыл из Кронштадта 29 июля. У берегов Дании он соединился с дивизией Балка. После этого под началом Епанчина оказалось 9 линейных кораблей, два фрегата, 1 корвет, 3 парохода, 2 брига и 3 шхуны.
Примерно тогда же и Швеция, по примеру России, отрядила в датские воды отряд кораблей, но гораздо меньший (пять корветов).

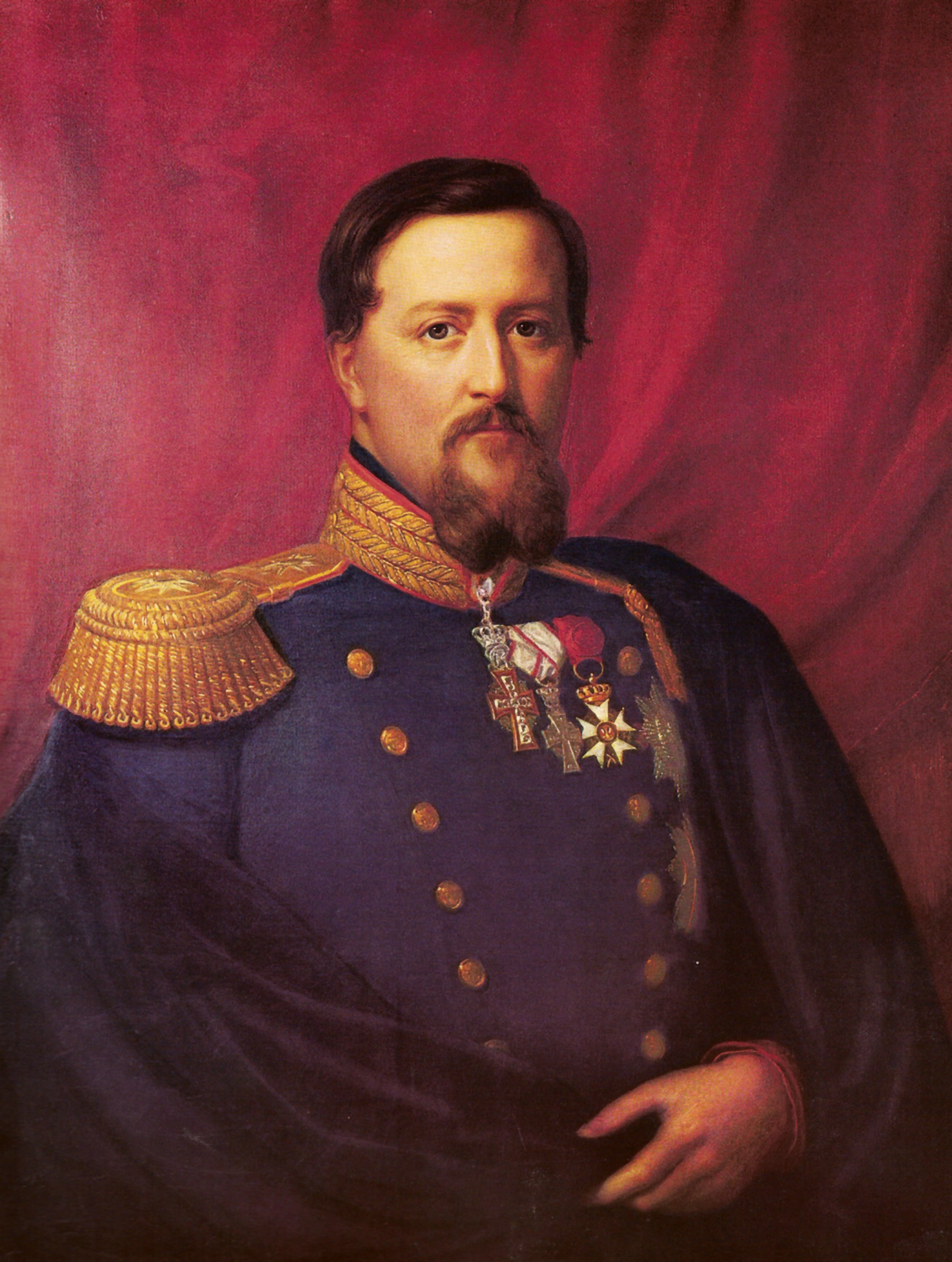
Король Дании Фредерик VII

13 июня, уже после соединения двух эскадр, Епанчин отрядил 3 корабля под командованием контр-адмирала Кутыгина к маяку Бюльк, у входа в Кильскую бухту (гавань Киля контролировалась Пруссией и её союзниками).
14 июля, по просьбе датчан, с эскадры были посланы в Фленсбург корабельные врачи и фельдшеры для оказания медицинской помощи раненым датским солдатам. Из числа датских раненых, 680 человек были перевезены морем из Фленсбурга в Копенгаген на русских пароходах «Отважный» и «Смелый».
16 июля, по просьбе датского главнокомандующего генерала Кристофа фон Крога, в его распоряжение были отряжены линейный корабль «Бриен» и пароходофрегат «Архимед». 18 июля русский посол в Копенгагене просил адмирала Епанчина воспрепятствовать выходу немецких военных судов из Киля, для предупреждения столкновения их с датскими  судами и недопущения нападения голштинцев на занятый датчанами остров Фемарн. Исполнение этой просьбы Епанчин возложил на отряд контр-адмирала Кутыгина, предписав ему «всякое военное судно, выходящее из Киля под флагом германским или шлезвиг-голштинским, остановить... и в случае упорства заставить силою исполнить требуемое». Попытка выйти из Киля действительно была вскоре предпринята прусским военным пароходом. По требованию Кутыгина пароход этот вернулся в Киль.
19 июля Епанчин с частью эскадры перешёл на Зондербургский (Сённерборгский) рейд. 4 августа в Кильской бухте происходила безрезультатная перестрелка между голштинской флотилией канонерских лодок и датским пароходом «Hecla», которой наши суда не препятствовали, так как столкновение имело место в пределах бухты. 21 августа эскадру, стоявшую на рейде Зондербурга (Сённеборга), посетил великий князь Константин Николаевич, прибывший на фрегате «Паллада» и осмотревший, наряду с эскадрой, датские суда, береговые батареи и укрепления.
Между тем, европейские державы подписали протокол, гарантировавший неприкосновенность Дании. Поэтому 6 сентября Епанчин получил предписание вернуться в Россию.
18 сентября, перед отплытием кораблей, эскадру посетил Король Дании Фредерик VII, который пожаловал вице-адмиралу Ивану Петровичу Епанчину знаки ордена Данеброг 1-й степени с бриллиантами. Сохранилась легенда, что, представляясь королю, Иван Петрович сказал: «Не бойся, король Датский, Епанчин с тобою!». Орден Данеброг 1-й степени получил от датского короля и контр-адмирал Балк.
После этого эскадра отплыла из Дании и 22 сентября пошла к острову Мён, где от неё отделился отряд капитана 1-го ранга Владимира Александровича фон Глазенапа, оставленный в датских водах до поздней осени. Остальные суда вернулись в Кронштадт к 5-му  октября.

## Результаты
Российским императором и командованием выполнение Епанчиным намеченного плана было признано удачным, а экспедиция — достигшей своей цели. Епанчин был награждён за неё орденом Святого Владимира 2-й степени. Контр-адмирал Балк был произведён (8 апреля 1851 года) в вице-адмиралы.
Успех экспедиции был несколько подпорчен только действиями капитана фон Глазенапа, который, возвращаясь 6 октября в Кронштадт после главных сил на пароходофрегате «Архимед», разбил последний, посадив его на мель у острова Борнхольм. Сам Глазенап и большая часть команда спаслись и вернулись в российские воды на пароходофрегате «Камчатка». После этого события фон Глазенап был уволен в отставку, с производством, однако, в контр-адмиралы (в дальнейшем стал успешным предпринимателем и сооснователем торгового пароходства «Самолёт»). Крушение «Архимеда», тем не менее, имело долгосрочные негативные последствия: российское военно-морское командование разуверилось в эффективности паровых кораблей и не пожелало вкладывать деньги в их ускоренное развитие, в результате чего к началу Крымской войны российский флот продолжал оставаться по большей части парусным.

## Оценки
Согласно оценке Военной энциклопедии Сытина, датская экспедиция представляла собой  пример исключительно быстрого  сосредоточения всех наличных сил Балтийского флота в одном месте, и притом у неприятельских берегов, сопровождавшееся несением службы при довольно сложных условиях, когда война хотя и не была объявлена, но могла начаться в любой момент. С политической точки зрения экспедиция представляла собой единственный в истории XIX века случай, когда Россия продемонстрировала враждебность по отношению к Пруссии.